# پینک (ویکتوریا سیکرت)
پینک (انگلیسی: Pink) خط تولید لباس‌زیر زنانه متعلق به ویکتوریا سیکرت است.

## تاریخچه
در ۱۶ اکتبر سال ۲۰۰۲، ویکتوریا سیکرت اعلام کرد که خط لباس زیر جدید زنانهٔ «پینک» را راه‌اندازی کرده‌است.

## بازاریابی

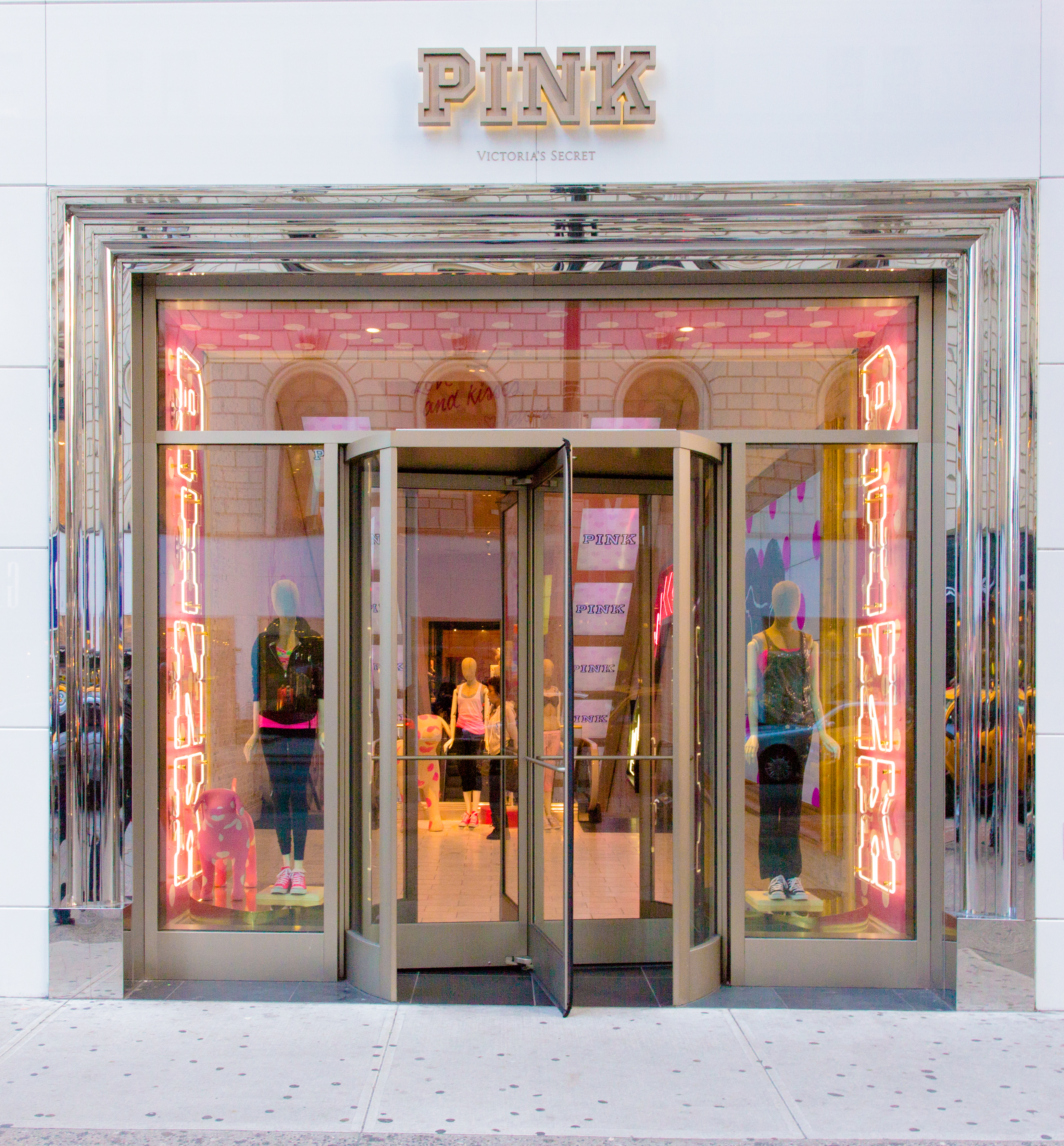
فروشگاه صورتی ویکتوریا سیکرت در شهر نیویورک

مدل‌ها
| مدت قرارداد | نام               | ملیت                |
| ----------- | ----------------- | ------------------- |
| ۲۰۰۶–۲۰۰۴   | الساندرا آمبروزیو | برزیل               |
| ۲۰۰۷–۲۰۰۶   | جسیکا استام       | کانادا              |
| ۲۰۰۹–۲۰۰۶   | میراندا کر        | استرالیا            |
| ۲۰۱۱–۲۰۰۸   | بهاتی پرینسلو     | نامیبیا             |
| ۲۰۱۳–۲۰۱۱   | جسیکا هارت        | استرالیا            |
| ۲۰۱۴–۲۰۱۱   | السا هوسک         | سوئد                |
| ۲۰۱۷–۲۰۱۵   | راشل هیلبرت       | ایالات متحده آمریکا |
| ۲۰۱۸–۲۰۱۶   | گریس الیزابت      | ایالات متحده آمریکا |
| ۲۰۱۸–۲۰۱۶   | زوری تیبی         | ایالات متحده آمریکا |
| ۲۰۱۸        | مگی لین           | ایالات متحده آمریکا |